# Paracoccus perperus
Paracoccus perperus är en insektsart som beskrevs av De Lotto 1975. Paracoccus perperus ingår i släktet Paracoccus och familjen ullsköldlöss. Inga underarter finns listade i Catalogue of Life.